# Leon Radošević
Leon Radošević  (Sisak, Croacia, 26 de febrero de 1990) es un jugador croata de baloncesto  que juega en el BC Dubai de la ABA Liga. Mide 2,08 metros de altura y ocupa la posición de Pívot. 

## Trayectoria
Tras formarse en el Cibona Zagreb, Radosevic fue un jugador que desde muy joven apuntaba a estrella, luego su carrera se fue estancando, pasó por Italia y Lituania. El talentoso jugador, explotó durante dos temporadas en el Alba Berlín, con un promedio la última temporada de 9.8 puntos y 4.0 rebotes en la BBL, y 9.0 puntos y 3.6 rebotes en la Euroliga. 
La temporada 2015-16 la inicia en el  Beşiktaş J.K. turco, y en noviembre ficha por el Brose Baskets.
Tras tres temporadas en el Brose Baskets ficha en julio de 2018 por el Bayern de Múnich por tres temporadas.
El 12 de julio de 2022, firma por el Derthona Basket de la Lega Basket Serie A.
En junio de 2024, el BC Dubai de la ABA League fichó a Radošević, convirtiéndolo en el primer jugador fichado por este club recién formado.

## Selección nacional
Radošević representó a su país a nivel juvenil en torneos europeos de las categorías Sub-16, Sub-18 y Sub-20, como también en el Campeonato Mundial de Baloncesto Sub-19 de 2009.